# Sebastian Lindell
Sebastian Lindell, född 27 oktober 1988 i Göteborg, är en tidigare handbollsspelare. Han är vänsterhänt och spelade i anfall som högersexa.

## Karriär

### Klubblagsspel
Sebastian Lindell började att spela handboll vid fem års ålder i hemmaklubben IK Sävehof. Han flyttades upp till seniorlaget inför säsongen 2006/2007.
Under sin andra säsong i IK Sävehofs A-lag blev Lindell utlånad till HP Warta i Allsvenskan december 2007 till januari 2008 för att få speltid. Efter säsongen fick han inte förnyat kontrakt och flyttade då till det norska klubblaget Runar Håndball. I Runar Håndball spelade han en säsong. I juni 2009 blev Lindell klar för Lugi HF. I maj 2011 återvände han till Runar Håndball. 2016 avslutade han karriären i samma klubb.

### Landslagsspel
Sebastian Lindell debuterade i A-landslaget under en fyrnationsturnering i Norge, i en landskamp mot Danmark den 14 april 2010.

## Meriter

### Landslag
Ungdomslandslag
- U18-EM 2006: Brons
- U19-VM 2007: Brons
- U20-EM 2008: 4:a
- U21-VM 2009: 5:a

### Individuella utmärkelser
- U19-VM 2007: Turneringens bästa högersexa
- Postenligaen 2011-12, Årets Lag, utsedd till bästa högersexa